# سارة زيد
سارة زيد «سارة أنتونيا بتلر» (1 أغسطس 1972- ) ناشطة أمريكية في مجال صحة الأم والوليد وزوجة الأمير الأردني زيد رعد زيد الحسين، ولدت في هيوستن، تكساس في الولايات المتحدة الأمريكية. والدتها السيدة جان هاملتون ووالدها غودفري فليب بتلر عالم الجيولوجيا والنفط البريطاني ومستشار شركات النفط الدولية. تلقّت تعليمها في إنجلترا حيث حصلت على درجة البكالوريس في العلاقات الدولية من جامعة سانت توماس وشهادة الماجستير في دراسات التنمية من كلية الدراسات الشرقية والأفريقية بجامعة لندن. تزوجت من الأمير 

## العمل
تعمل الأميرة سارة زيد داعية عالمية للصحة، ويرتكز عملها في مجال صحة الأم والطفل. عملت في إدارة عمليات حفظ السلام التابعة للأمم المتحدة وشغلت منصب مسؤولة مكتب العراق في برامج الطوارئ التابعه لمكتب اليونيسيف  كانت مساهمة في الترويج للتوصيات  تلفزيون السلام  وهي عضو في اللجنة  التوجيهية لخطة عمل كل حديثي الولادة. وهي شريكة مع لجنة الأمم المتحدة المنقذة لحياة النساء والأطفال، راعية لتحالف الشريط الأبيض من أجل أمومة آمنة وعضو مجلس الاستشاري لقسم حقوق المرأة في هيومن رايتس ووتش. أسست مع كيت غليمور مؤسسة EWEC وهي مؤسسة تركز على تحديد الأولويات والابتكار فيما يتعلق بالإنجاب والأمومة وصحة الأطفال وحديثي الولادة والأطفال والمراهقين الذين يعيشون أوضاعاً إنسانية هشة. عضو مجلس إدارة لجنة اللاجئات النسائية وعضو في الفريق الاستشاري للمفوضية السامية لشؤون اللاجئين المعني بالنوع الجنسي والنزوح القسري والحماية في سبتمبر 2013، ألقت كلمة في حفل استقبال كل امرأة لكل طفل في الجمعية العامة للأمم المتحدة، حيث سلطت الضوء على عمل كولاليف.
شاركت الأميرة سارة في حلقة نقاش استضافتها مؤسسة الأمم المتحدة ومؤسسة ماكّان في مهرجان ليونز للصحة 2015 في كان 3 كما زارت المستشفيات في نادي ولاوتوكا بينما كانت في رحلة إلى فيجي بالنيابة عن مؤسسة EWEC. خلال جولتها في فيجي، ألقت كلمة أمام الخبراء التقنيين في منطقة المحيط الهادئ والمشاورة الوزارية بشأن تعزيز تغير المناخ من خلال الصحة الإنجابية وصحة الأم والوليد والطفل والمراهق في منتجع وسبا سوفيتيل في نادي في أكتوبر 2015، شجعت على تبني الأمم المتحدة للأهداف العالمية 2030، وهي خطة للتنمية المستدامة.
في أكتوبر 2016، زارت الأميرة سارة النصب التذكاري للإبادة الجماعية في كيغالي بوصفها سفيرة للنوايا الحسنة لمفوضية الأمم المتحدة لشؤون اللاجئين لتكريم ضحايا الإبادة الجماعية في رواندا عام 1994 ضد التوتسي. بعد ذلك، زارت مخيم اللاجئين البورونديين في ماهاما، مقاطعة كيرهي وألقت خطابا. بعد زيارتها، شاركت في المشاورات بين حكومة رواندا والمفوضية بشأن وضع اللاجئين البورونديين.نجابية الجنسية في حالات النزاع وما بعد الصراع. تحدثت عن دورها كرائدة في مسار العمل الإنساني للإستراتيجية العالمية لصحة المرأة والطفل والمراهقين وكيفية تمكين النساء والأطفال. في نوفمبر 2017، ألقت كلمة رئيسية في Nutrition: حجر الزاوية للمساواة بين الجنسين، وهو مؤتمر عقد في أوتاوا كندا حول دور التغذية في تحقيق المساواة بين الجنسين. وأقرت في خطابها الرئيسي كيف أسهم تنفيذ سياسة المساعدة الدولية النسوية في وضع كندا على المسرح الوطني فيما يتعلق بحقوق المرأة والفتاة. أثناء زيارتها الكندية، حضرت أيضًا اجتماعًا برلمانيًا استضافته بام داموف، نظمته شركة Results Canada وNutrition International. [8] في 24 أكتوبر 2017، حضرت الأميرة سارة الاحتفال بالذكرى 25 لمركز الحقوق الإنجابية في مدينة نيويورك. في 4 ديسمبر 2017، قامت الأميرة سارة بجولة استغرقت يومين في جوبا في جنوب السودان أثناء وجودها في جوبا، زارت عدة مخيمات للاجئين، ودار للأيتام من منظمة غير حكومية للأطفال خارج النزاع، وموقع حماية المدنيين 3، وهو موقع للنازحين دولياً الأميرة سارة سفيرة النوايا الحسنة لبرنامج الأغذية العالمي، في كاليمي، جمهورية الكونغو الديمقراطية، 2018.
في عام 2018، أصبحت الأميرة سارة سفيرة برامج لمنظمة "نساء التسليم"، وهي مجموعة عالمية للدعوة في يونيو 2018، قامت الأميرة سارة بزيارة إلى بوروندي استمرت ثلاثة أيام، حيث التقت بالسيدة الأولى في بوروندي، وكبار المسؤولين الحكوميين، والشركاء مع برنامج الأغذية العالمي.

## الحياة الشخصية
تزوجت من مفوض الأمم المتحدة لحقوق الإنسان الأمير زيد بن رعد زيد الحسين، أمير أردني وطالب بعرش العراق كأحد أحفاد الملك فيصل الثاني، في 5 يوليو / تموز 2000 في عمان. كزاعم للعرش العراقي، يدعي زوجها بلقب ولي عهد العراق. الأميرة سارة والأمير زيد بن رعد زيد الحسين لديهما ثلاثة أطفال.بعد ولادة طفلها الثالث، الأميرة عزيزة، عانت الأميرة سارة من انسداد السائل الأمنيوسي. كان لديها فرصة ضئيلة للبقاء، لكنها تعافت.